# سام بوش
سام بوش (بالإنجليزية: Sam Bush)‏ هو عازف بانجو وموسيقي أمريكي، ولد في 13 أبريل 1952 في بولينغ غرين في الولايات المتحدة.

## وصلات خارجية
- الموقع الرسمي
- سام بوش على موقع IMDb (الإنجليزية)
- سام بوش على موقع ميوزك برينز (الإنجليزية)
- سام بوش على موقع أول ميوزيك (الإنجليزية)
- سام بوش على موقع ديسكوغز (الإنجليزية)
- سام بوش على موقع قاعدة بيانات الفيلم (الإنجليزية)